# Lorenzo Rico
Lorenzo Rico Díaz (Colmenar Viejo, provincia de Madrid, España; 17 de enero de 1962) es un exbalonmanista español. Jugaba en la posición de portero.
Fue 245 veces internacional con la Selección de España, sólo superado por los también porteros David Barrufet y José Javier Hombrados.

## Clubes
- 1976-1987:  Atlético de Madrid
- 1987-1995:  FC Barcelona

## Atlético Madrid
- Liga ASOBAL 1978-79, 1980-81, 1982-83, 1983,84 y 1984-85.
- Copa del Rey 1977-78, 1978-79, 1980-81, 1981-82 y 1986-87.
- Supercopa de España 1985-86.
- Subcampeón Liga ASOBAL 1976-77, 1977-78, 1981-82 y 1985-86.
- Sucampeón Copa del Rey 1979-80, 1983-84 y 1984-85.
- subcampeón Copa de Europa 1984-85.
- Subcampeón Copa EHF 1986-87.

## FC. Barcelona
- Liga ASOBAL 1987-88, 1988-89, 1989-90, 1990-91 y 1991-92.
- Copa del Rey 1987-88, 1989-90, 1992-93 y 1993-94.
- Copa ASOBAL 1994-95.
- Supercopa de España 1988-89, 1989-90, 1990-91, 1991-92 y 1993-94.
- Copa de Europa: 1990/91
- Recopa de Europa 1993-94 y 1994-95.
- Ligas Catalanas 1987-88, 1990-91, 1991-92, 1992-93, 1993-94 y 1994-95.
- Subcampeón Liga ASOBAL 1985-86.
- Subcampeón Copa del Rey 1988-89 y 1991-92.
- Subcampeón Copa ASOBAL 1993-94.
- Subcampeón Supercopa de España 1994-95.
- Subcampeón Copa de Europa 1989-90.

### Títulos internacionales de selección
- Participó con la Selección de balonmano de España en:

- Juegos Olímpicos de Los Ángeles 1984: octavo clasificado.
- Juegos Olímpicos de Seúl 1988: noveno clasificado.
- Juegos Olímpicos de Barcelona 1992: quinto clasificado.

## Premios, reconocimientos y distinciones
- Medalla de Plata de la Real Orden del Mérito Deportivo, otorgada por el Consejo Superior de Deportes (1994)[1]
- En 2025, en su II Edición, entró a formar parte del "Hall of Fame" (Salón de la Fama) de ASOBAL.